# William N. Doak
William Nuckles Doak (ur. 12 grudnia 1882 w Rural Retreat, zm. 23 października 1933 w McLean) – amerykański polityk, członek Partii Republikańskiej, sekretarz pracy.

## Działalność polityczna
W okresie od 9 grudnia 1930 do 4 marca 1933 był sekretarzem pracy w gabinecie prezydenta Hoovera.